# Канарский дог
Кана́рский дог (исп. Dogo Canario, а также исп. Perro de Presa Canario) — сторожевая пастушья собака. Происходит с островов Тенерифе и Гран-Канария, в Канарском Архипелаге. Стала результатом скрещивания местной породы махореро с завезёнными на острова молоссами.

## Внешний вид
Собака имеет грозную внешность, недоверчива к незнакомым людям. В то же время отличается уравновешенным поведением и уверенностью в себе. Окрас канарского дога палевый и тигровый. Окрасы могут быть с небольшими белыми отметинами на груди, на пальцах При любом окрасе тёмная маска необходима.
Молосская собака среднего размера, хорошо сбалансированная, с чёрной маской. Длина тела превышает высоту в холке. У сук эта характеристика проявляется сильнее, они имеют более длинное тело.
Голова массивная, короткая, покрыта свободно свисающей кожей. По форме напоминает слегка удлиненный куб. Пропорция череп-морда — 60 % — 40 %. Ширина черепа составляет 3/5 от всей длины головы. Череп слегка выпуклый в передне-заднем и поперечном направлениях, хотя лобная кость выравнивается до плоской. Скуловая дуга очень хорошо выражена. Морда короче черепа. Обычно 40 % от всей головы. Ширина — 2/3 черепа. Имеет очень широкое основание и слегка уменьшается к носу. Носовая линия — плоская, прямого профиля, без выступов. Нос широкий, пигментированный чёрным цветом. Находится на одной линии с носовым выступом. Передняя сторона расположена слегка за передней частью губ. Ноздри большие, обеспечивают хорошее дыхание. Верхние губы свисают, но не сильно, и если смотреть спереди, в месте соприкосновения образуют перевернутую букву «V». Внутренняя часть губ — темная. Ножницеобразный прикус. Допускается прямой прикус, хотя и не желателен, вследствие того, что приводит к истиранию зубов. Допускаются немного выдающиеся челюсти. Клыки имеют широкий поперечный промежуток. Зубы широкие, с прочным основанием, с большими коренными зубами, небольшими передними зубами и с хорошо развитыми и правильно посаженными клыками. Глаза слегка овальные, с размером от среднего до большого, достаточно разнесенные, с малым удлинением, ни глубоко посаженные, ни навыкате. Веки имеют достаточно сильную пигментацию чёрным цветом, плотные, никогда не свисают. Цвет глаз меняется от умеренно- до темно-каштанового в зависимости от цвета шерсти. Никогда не бывают светлыми. Уши среднего размера, далеко стоят друг от друга, с коротким и тонким волосом, они свободно свисают по обеим сторонам головы. Если их сложить, то они имеют форму «лепестка розы», и тесно прилегают к голове. Основание находится в точке, которая чуть выше линии глаза. Поставленные очень высоко и соединяющиеся уши являются нетипичными, такие уши чрезмерно загромождают верхнюю часть черепа. При купировании они стоят.
Шея несколько короче общей длины головы. В нижней части шкура свободно свешивается, что способствует образованию небольшого подвеса. Шея крепкая, прямая, цилиндрическая и очень мускулистая. Тело с прямыми обводами, широкое, крепкое, длина на 18-20 % больше высоты в холке, эта характеристика чётче выражена у сук. Бочки выражены не очень сильно. Линия спины прямая, без искривлений, поддерживается хорошо развитой, но не очень заметной мускулатурой. Она слегка поднимается от холки к крупу. Никогда не имеет форму седла и никогда не имеет впадину. Круп средний, широкий и округлый. Он не должен быть длинным, так как при этом ограничиваются движения. У сук круп обычно шире. Грудь очень широкая, хорошо выражены грудные мышцы. Ширина должна достигать минимума на уровне плеча, как в профиль, так и спереди. Грудной периметр обычно равняется высоте в холке плюс 45 %. Ребра сильно выгнуты. Линия живота слегка подобрана, никогда не опускается. Хвост толстый в основании, сужается к концу и не опускается ниже скакательного сустава. Место прикрепления среднее. При возбуждении поднимается в виде сабли, без закручивания и искривления в направлении спины. В спокойном состоянии свешивается прямо с небольшим изгибом на конце.
Передние конечности хорошо выраженные и идеально сложенные, прямые с широкими костями и хорошо развитой мускулатурой. Плечи с правильным наклоном. Коленные суставы не должны соединяться с грудной клеткой или смотреть наружу. Расстояние от коленного сустава до земли обычно составляет 50 % от общей высоты у кобелей, это расстояние несколько меньше у сук. Пястные кости очень массивные и слегка изогнутые. Нижняя часть передних лап с округлёнными пальцами, расположенными не очень близко друг к другу. Подушечки хорошо развиты и черные. Ногти темные, белые — нежелательны, хотя они могут появляться в зависимости от окраса шерсти.
Задние конечности прямые и параллельные, без отклонений. Бедро удлиненное и мускулистое. Угловое искривление не выражено, но может встречаться. Скакательные суставы всегда низкие. Задние лапы чуть длиннее передних, имеют такие же характеристики.
Движение должно быть быстрым, упругим, при движении должна покрываться значительная площадь. Длинные шаги. Положение хвоста низкое, чуть выше линии спины. При привлечении внимания голова и хвост занимают приподнятое положение.
Кожа толстая и эластичная. Свободно висящая на шее и вокруг неё. В настороженном состоянии образуется несколько симметричных морщин в средней складке между лобными пазухами в виде оси на голове. Волос короткий, ровный, без подшерстка (по временам обнаруживается на шее и ягодицах), с некоторой жесткостью на ощупь. Очень короткая и тонкая шерсть на ушах, чуть длиннее на холке и выступе ягодиц. Тигровый цвет всех оттенков, от темных теплых тонов до очень светло-серого или рыжего цвета. Во всех оттенках цвет может изменяться от желтовато-коричневого до желто-красного, палевый цвет всех оттенков. На груди, на основании шеи и глотке, на пальцах передних и задних лап могут быть отметины, желательно, чтобы их было как можно меньше. Белый цвет в окрасе не должен превышать 30 %. Маска всегда чёрная, не должна выходить за высоту глаз.

## Темперамент
Собаки породы канарский дог уравновешены. Они преданы хозяину и сдержаны с посторонними.
Главным образом приспособлены для охранных функций, традиционно использовались для охраны и загона крупного рогатого скота. Их темперамент сбалансированный, с большей долей уверенности в себе. Собаки ласковы и благородны со своей семьей, имеют сильную привязанность к хозяину и подозрительны к чужим людям. Поведение уверенное. При сигнале тревоги они принимают очень решительную позу с пристальным, настороженным взглядом.
Для канарского дога характерен уравновешенный характер с устойчивой нервной системой. Эти собаки спокойные, даже слегка флегматичные, но когда нужно (для игры или для дела), они удивят хозяина своей активностью. Эти собаки невероятно сильны. Все строение их тела говорит об их силе и мощи. Также они уверенные в себе животные, порой сдержанные. Несмотря на все свои бойцовские преимущества, они не склонны к немотивированной агрессии, не провоцируют драк, но если кто пожелает потягаться с ними, попробует проникнуть на их территорию или захочет причинить вред хозяину или его семье, канарцы, не задумываясь, бросятся на защиту.
Порода «отметилась» несколькими нападениями на людей со смертельным исходом. В США широкую огласку получили два таких инцидента: в 2001 году нападение двух канарских догов привело к гибели 33-летней жительницы Сан-Франциско; в 2006 году канарский дог убил свою 30-летнюю хозяйку в г. Корал-Спрингс (Флорида).
Продажа и ввоз канарского дога запрещены в Австралии, Новой Зеландии и Малайзии.

## Использование
Канарский дог в основном использовался как пастушья и сторожевая собака для охраны крупного рогатого скота. На данный момент, канарский дог — семейная собака, которая может нести функции охранника территории.

## Содержание и уход
Канарскому догу необходима дрессировка и ранняя социализация. Собака гладкошерстная и в холодном климате может содержаться исключительно в помещении. Желательны длительные прогулки и хорошие физические нагрузки.